# Pilón (Cuba)
Pour les articles homonymes, voir Pilon.
Pilón est une ville et une municipalité de Cuba dans la province de Granma.

## Géographie

### Situation
Elle se trouve dans le sud-est de l'île de Cuba, sur la péninsule qui ferme le sud-est du golfe de Guacanayabo. Par route, elle est à 154 km au sud-ouest de sa capitale de province Bayamo, 185 km est de Santiago de Cuba et 838 km sud-est de La Havane.
Juste à l'ouest de la ville de Pilón se trouve une petite péninsule appelée Punta Hicacos (ne pas confondre avec la péninsule de Hicacos sur la côte nord de Cuba, où se trouve Varadero).

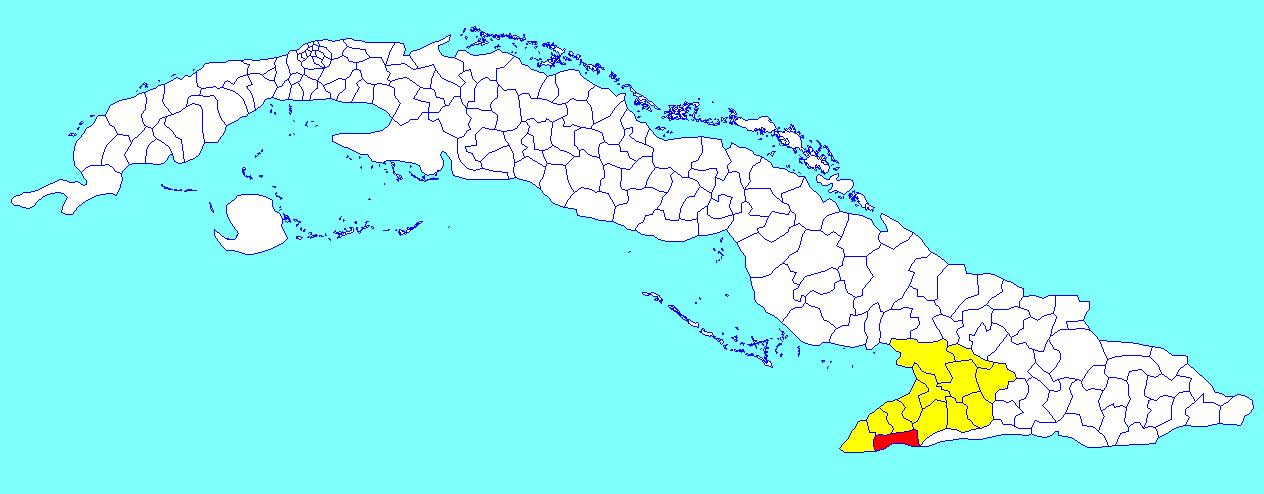
Municipalité de Pilón ans la province de Granma
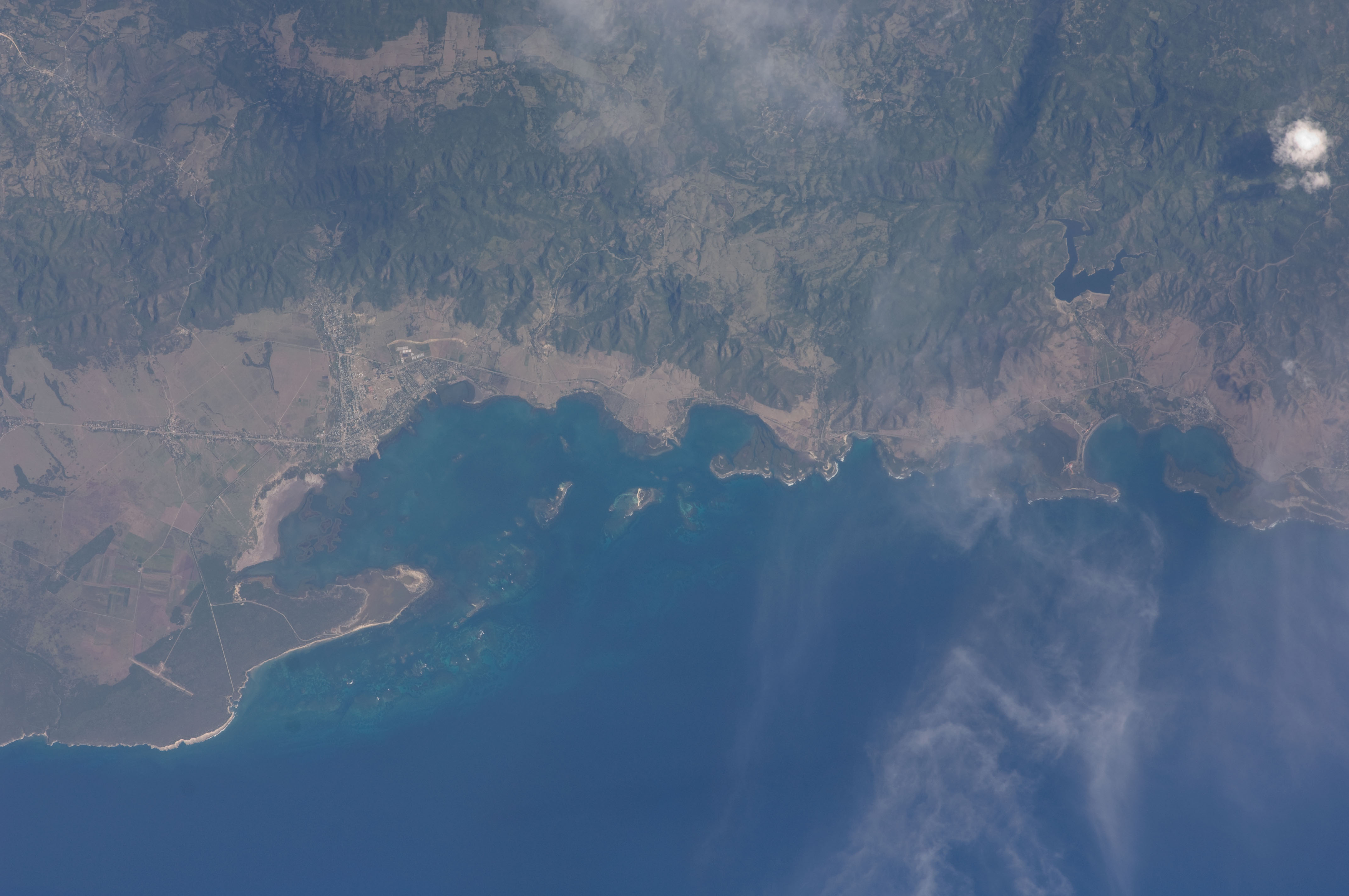
La côte d'ouest en est : Boca del Toro, punta Hicacos, Pilón, punta de Piedra, Marea del Portillo

### Divisions administratives
La municipalité comprend huit consejos populares :
- Nuevo Pilón
- Brigadas Cañeras
- Sevilla
- El Plátano
- Batey Azucarero
- Ojo de Agua
- Ramón del Portillo
- Caridad de Mota

## Population
En 2022 la population de la municipalité est estimée à 28 752 habitants. Pour une surface de 462,3 km2, la densité est de 62,19 habitants/km².

## Histoire
La pointe de Farallon près de Marea del Portillo a fait partie du système de fortifications espagnoles de la côte sud de la province d'Oriente (en). Dès cette époque une ferme existait au lieu-dit Piloncito, maintenant inhabité, situé à environ 4 km de Pilón. (la vue satellite montre des vestiges de murs à cet endroit).
En 1902 une usine de traitement du sucre est construite à La Ensenada de Mora, ancienne dénomination pour Pilón ; elle traite sa première récolte en 1903 ; y travaillent des ouvriers venant de Piloncito et d'ailleurs. La population fixe était alors d'environ 2 000 habitants, répartis dans plusieurs bateyes (lieux de vie sommaires) : Purgatorio, Calabazas, Estrada, Dos Bocas, Macaca, Acajou, Las Puercas, Cocobao, Reventón et d'autres. Pendant l'époque de la récolte des gens venaient aussi de lieux isolés de la côte, retournant chez eux une fois la récolte finie.

## Environnement
Une partie du parc national Desembarco del Granma occupe le sud-ouest de son territoire.

Sur la carretera Granma 6-20, vue vers l'est et vers Guamá (province de Santiago de Cuba)
Sierra Maestra derrière la baie Puerto Portillo, Marea del Portillo

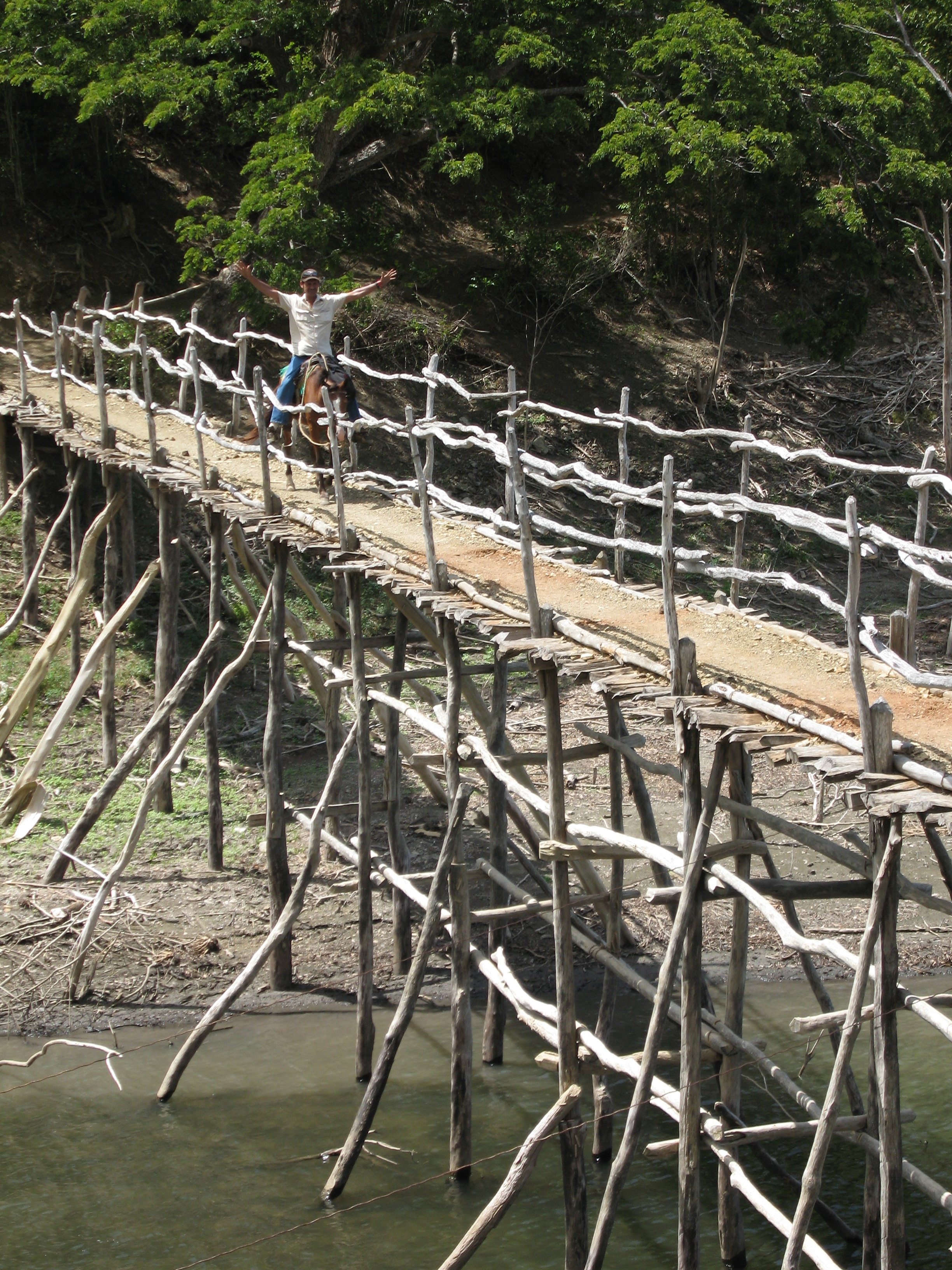
Pont sur le Cilantros vers El Salto (Marea del Portillo)
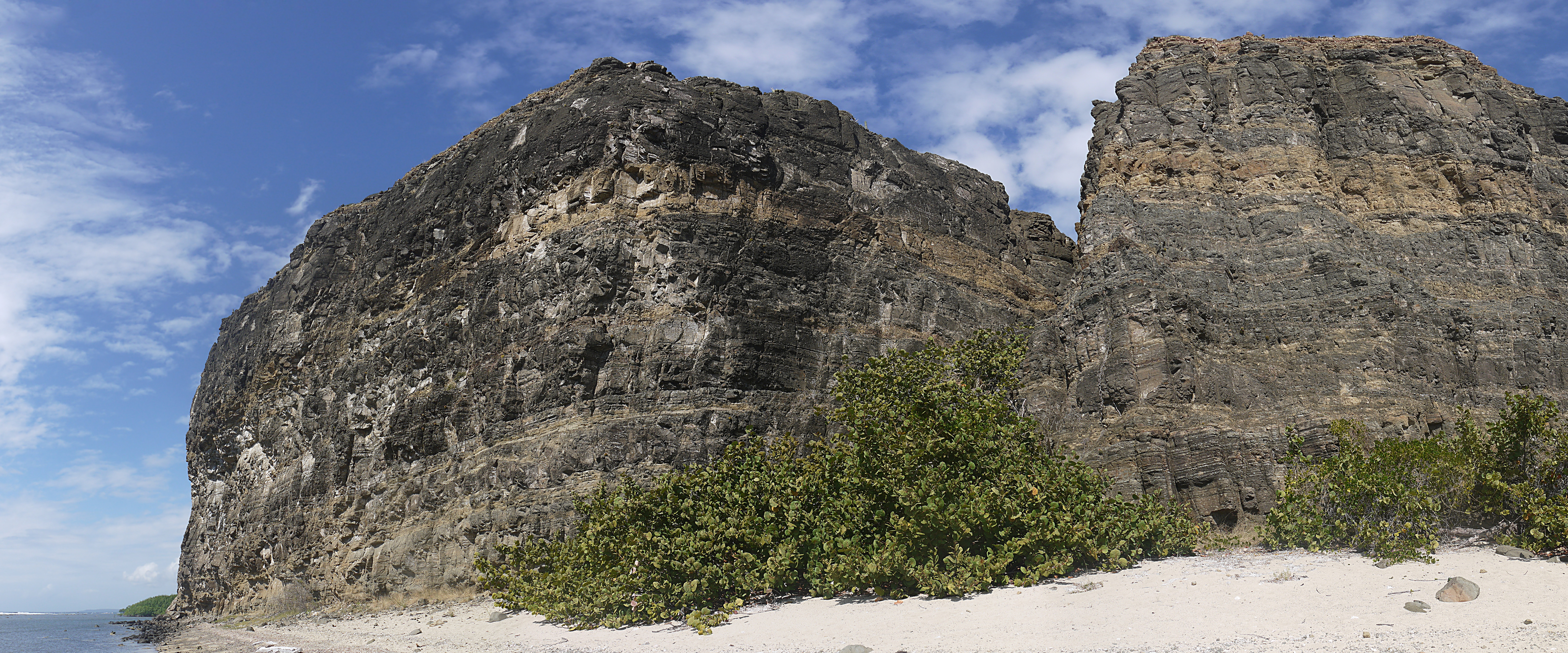
La côte au sud-ouest de Marea del Portillo…
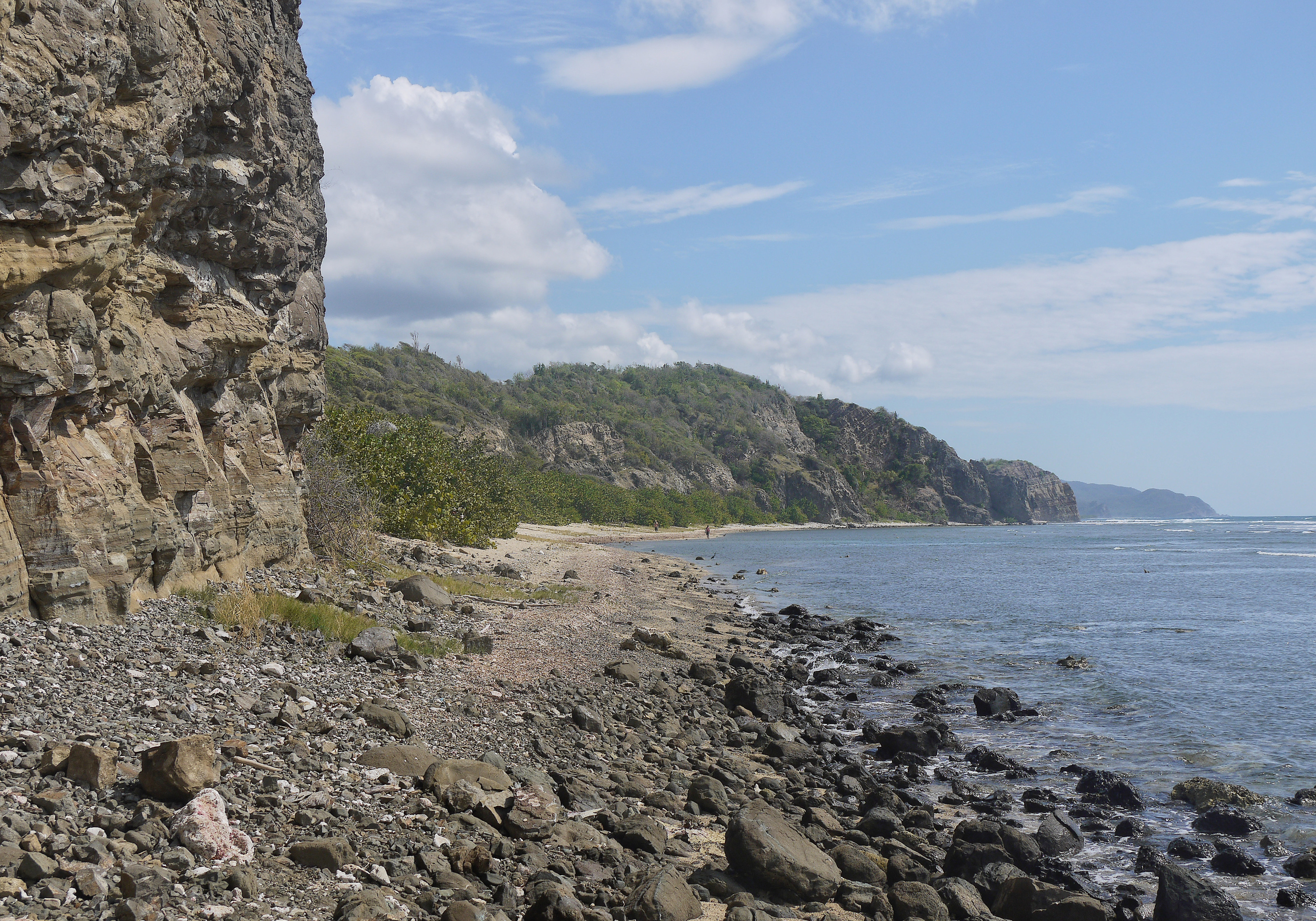
… et la perspective vers l'est depuis le même endroit

## Personnalités nées à Pilón
- Juan Hernández Pérez, boxeur, né en 1962